# Nancy McGillivray
Pour les articles homonymes, voir McGillivray.
Pas d'image ? Cliquez ici

a Compétitions nationales et continentales officielles uniquement.

b Matchs officiels uniquement.
Dernière mise à jour le 3 août 2025.
Nancy McGillivray, née le 15 novembre 2002 à Londres (Angleterre), est une joueuse internationale irlandaise de rugby à XV évoluant au poste de centre. Elle joue aux Exeter Chiefs.

## Biographie
Nancy McGillivray naît le 15 novembre 2002 à Londres en Angleterre, d'un père irlandais. Elle grandit à Hong Kong où elle commence la pratique du rugby à XV à l'âge de huit ans. À quinze ans, elle est sélectionnée avec l'équipe de Hong Kong des moins de 18 ans. Elle dispute le championnat hongkongais avec le club de Kowloon RFC (en).
Elle rejoint l'université d'Exeter pour ses études et intègre les Exeter Chiefs pour la saison 2021-2022. En fin de saison, elle dispute la finale de la Premiership, perdue contre les Saracens.
La saison 2022-2023 la voit s'affirmer dans l'équipe au point d'être convoquée avec l'équipe d'Angleterre pour préparer le Tournoi des Six Nations 2023. Mais au mois de mai, lors de la demi-finale contre les Bristol Bears, elle subit une grave blessure au genou qui la prive de finale.
Opérée à deux reprises, elle ne joue pas de la saison 2023-2024. Malgré une saison blanche, la Fédération anglaise lui propose au mois de juin un « transitional contract », une catégorie de contrat prévue pour les jeunes joueuses considérées comme de probables futures internationales. Dans la foulée, les Chiefs la prolongent.
Elle rejoue sous les couleurs des Exeter Chiefs lors de la première journée de la Premiership 2024-2025, titulaire au centre. Durant l'été 2025, elle intègre l'équipe nationale irlandaise et obtient sa première sélection le 2 août contre l'Écosse.

## Palmarès
- Finaliste du Championnat d'Angleterre en 2022.